# 第四十四屆超級盃
第四十四届超级碗是美国国家橄榄球联盟2009赛季的总决赛，比赛将于2010年2月7日在佛罗里达迈阿密的永明体育场举行，届时将由AFC冠军印城小马对阵NFC冠军新奥尔良圣徒。最終由新奧爾良圣徒勝出。

## 球隊

### 印城小馬
主條目：印城小馬

### 新奧爾良聖徒
主條目：新奧爾良聖徒

## 電視轉播
以下是已知的電視轉播安排（美國以外地區）
-  ：Fox Sports，Channel Ten以及One HD。
-  奥地利：Puls 4。
-  加拿大：CTV。
-  中國：CCTV-5，上视五星体育，广东体育，新浪网（在线，延播）。
-  欧洲联盟：ESPN America。
-  德国：ARD。
-  墨西哥：Televisa，TV Azteca。
-  挪威：NRK1以及Viasat Sport/Viasat Sport HD。
-  瑞典：TV6以及Viasat Sport/Viasat Sport HD。
-  丹麦：TV3+。
-  英国：BBC One以及Sky Sports 1或HD 1。

## 外部連結
- NFL.com's 官方網站 （页面存档备份，存于）